# Forcella Forada
La Forcella Forada (1977 m s.l.m.) è un valico dolomitico in provincia di Belluno (Veneto).

## Descrizione
La forcella si trova nel comune di Borca di Cadore e mette in comunicazione la Val Fiorentina con la Val Boite, separando dal punto di vista orografico le Dolomiti di Sesto, di Braies e d'Ampezzo (a nord) dalle Dolomiti di Zoldo (a sud). A sud della forcella si innalza il massiccio del Pelmo, verso est la Croda Marcora e l'Antelao. Si può raggiungere partendo dal rifugio Città di Fiume.